# Société de prospection et d'inventions techniques
Pour les articles homonymes, voir SPIT.
La Société de prospection et d’inventions techniques ou SPIT est le premier fabricant français de solutions de fixation et autres outils à destination principale des professionnels du bâtiment. Fondé par Roger Dorgnon qui réussit à démocratiser l'expression « spitter » pour signifier « fixer » un élément par chevillage ou par clouage, même lorsque le matériel utilisé provient d'un fabricant concurrent (tel Hilti ou d'autres).

## Historique
Créée en 1951 dans le berceau historique drômois, la Société de prospection et d’inventions techniques ou SPIT est le premier fabricant français de solutions de fixation à destination des professionnels du bâtiment.
Roger Dorgnon, alors ingénieur de la Manufacture Générale des Munitions a en effet l'idée d'utiliser la technologie poudre utilisée dans les armes à feu sur les cloueurs de chantier. Il crée par la suite une nouvelle société la Spit! 
Un nom emprunté à l’armée car Roger Dorgnon est à l’époque passionné par les avions nommés Spitfire devenus depuis des objets de collection.
Roger Dorgnon et ses équipes développent ensuite différentes gammes consacrées à tous les corps de métier du bâtiment et le succès est rapidement au rendez-vous. Dans les années 80 Roger Dorgnon vend sa société a ITW espérant ainsi profiter de synergies positives pour son entreprise.
Roger Dorgnon est mort à 85 ans le 2 août 2006 à Saint-Peray. 
Le siège social est situé en France à Bourg-lès-Valence (dans la Drôme), berceau historique de la marque : une unité développement et innovation qui concentre les ressources R&D et marketing stratégique, l'unité des Ventes France qui concentre service client, après-vente, enseignes, les bureaux de la plateforme logistique, le Centre international de Formation de la fixation, et l'unité des Ventes Export qui représente SPIT dans les pays ne disposant pas de représentant de la société-mère ITW. Trois sites industriels sont présents à Bourg-lès-Valence, un à Portes-lès-Valence et un à Taulignan, tous dans la Drôme.
SPIT emploie à ce jour plus de 570 collaborateurs en France, et réalise en 2011 plus de 181 millions d'euros de chiffre d'affaires.

SPIT est aussi l'une des grandes marques du groupe ITW, et fait partie de la division « Construction Europe » de celui-ci, qui fédère également les marques Paslode (outillage pour application bois), Elematic (systèmes de câblage), et la division « DIY » avec les marques Red Head et Suki.

### Utilisation en spéléologie
Les spéléologues utilisent des chevilles autoforeuses de cette marque pour fixer leurs agrès à la paroi rocheuse. Pour fixer ainsi une cheville, celle-ci est d'abord visée sur un tamponnoir. Crantée et creuse, la cheville est ensuite enfoncée au marteau dans la roche au moyen de coups répétés tout en effectuant une rotation de la cheville et en évacuant régulièrement la poudre de roche produite. Lorsque le trou a atteint une profondeur suffisante, on dispose un cône du côté de l'extrémité crantée de la cheville pour provoquer son expansion au fond du trou lors des derniers coups de marteau. Le tamponnoir est alors dévissé et l'on peut y fixer une « plaquette » munie d'un trou, au moyen d'une vis (généralement de M8, serrée avec une clé de 13). Il est également possible de pré-forer un trou dans la roche avec une perforatrice électrique.
C'est dans le trou de la plaquette ainsi fixée que le spéléologue glisse un mousqueton où viendra se fixer la corde de progression.
La société SPIT a arrêté de fabriquer des chevilles autoforeuses en juillet 2017.